# Milan Galbička
Milan Galbička (5. listopadu 1932 – 2014 Malženice) byl slovenský fotbalový útočník.

## Fotbalová kariéra
V československé lize hrál za Křídla vlasti Olomouc a Spartak Trnava. Dal 20 ligových gólů (všechny v trnavském dresu).

## Ligová bilance
| Ročník          | Zápasy | Góly | Minuty | Klub                  |
| --------------- | ------ | ---- | ------ | --------------------- |
| I. liga 1954    | 1      | 0    | 31     | Křídla vlasti Olomouc |
| I. liga 1957/58 | 30     | 4    | 2 700  | Spartak Trnava        |
| I. liga 1958/59 | 22     | 8    | 1 980  | Spartak Trnava        |
| I. liga 1959/60 | 23     | 7    | 2 053  | Spartak Trnava        |
| I. liga 1960/61 | 21     | 1    | 1 855  | Spartak Trnava        |
| CELKEM I. LIGA  | 97     | 20   | 8 619  |                       |